# Грибные Эльфы
Грибные эльфы (равноправный вариант написания «Грибные Эльфы») — существовавшее в России (г. Санкт-Петербург) в 1990-х годах неформальное объединение молодёжи, пользующееся скандальной славой. Период наиболее активной деятельности группы приходится на 1993—2000 год. Место действия — Россия, город Санкт-Петербург. «Грибные эльфы» известны как одиозные представители ролевого движения, как экологическая организация, а также как «радикальное формирование». После 2007 года стали широко известны в сети благодаря автобиографической книге «Сказки тёмного леса», опубликованной на сайте группы.

## Символика Грибных эльфов
Белая окружность с символическим изображением трёх грибов вида Psilocybe semilanceata на чёрном поле. Чёрный цвет — символ анархии, круг — символ единения, братства. Грибы вида Psilocybe semilanceata являются распространённым психоделическим символом.

## Идеология и самоназвание группы
Согласно книге «Сказки тёмного леса», группа «Грибные эльфы» возникла в 1993 году на базе санкт-петербургского движения ролевиков. Само название группы связано с употреблением её членами грибов Psilocybe semilanceata, содержащих алкалоид псилоцибин.
«Сказки тёмного леса» изобилуют воспоминаниями об употреблении различных наркотических веществ. Тем не менее, в 2000 году «Грибные эльфы» вошли в руководство общественно-политических движений «Единый антинаркотический фронт» и «Новый город», проводивших крупные мероприятия антинаркотической направленности.
Во главу угла участники группы неизменно ставили агрессивное антисоциальное поведение. В «Сказках тёмного леса» красочно описываются беспорядки, учиняемые «Грибными эльфами» на полевых играх и за их пределами. Сами себя участники позиционировали как «подонков» или «отморозков»:

Вокруг нас — токсикомания, алкоголизм и разврат. Это признаки дна жизни, а Подонок — это тот, кому хорошо на дне.— «Сказки тёмного леса», глава «Псалмопевец Паладайна»

Начиная с 1997 года в среде наших товарищей начали набирать силу идеи, с леденящей четкостью сформулированные в приводящейся в одной из глав песне «Я — отморозок!» <…> Тяга к грабежам и погромам, неутоленная ненависть и огненно-кровавый кураж охватили практически весь коллектив. Тьма опустилась на мир, дух насилия будоражил сердца, наполняя копилку человеческих слухов жуткими прецедентами.— «Сказки тёмного леса», глава «Ёлочный Террор (часть 1). „Мы — Ёлкинские!“»
Как минимум в первой половине 1990-х «Грибные эльфы» открыто позиционировали себя как сатанисты с взглядами, близкими к лавеевским:

Я полагал так: коли уж я отверг старую веру (начисто и по всем правилам — в А. Н. Лавре молитву наоборот читал, бога хулил и все дела его проклял), так мне теперь прямая дорога в Ад. <…> Мы решили для себя так: есть или нет Сатана, нам до этого дела нет. Лично я вовсе не затем бросил бога, чтобы служить теперь Сатане.— «Сказки тёмного леса», глава «На берегах Куивиэнен»

## Экологическая деятельность
В 1997 году «Грибные эльфы» вошли в состав общественной лесной инспекции при Комитете по лесу Ленинградской области и начали функционировать как природоохранная организация. За период с 1997 по 1999 год в Санкт-Петербурге ими было организовано пять крупных природоохранных кампаний. Они были направлены на контроль за ввозом в город незаконно добытой лесопродукции (можжевельника, елей, редких видов дикорастущих цветов) и на пресечение браконьерства. В 1998 году «Грибные эльфы» организовали вооруженное патрулирование заповедника «Полистовский» в Псковской области.
Об этом был ряд сообщений в прессе:
- газета «Стрела»[2] описывает одну из таких кампаний и сообщает, что «эльфы разговаривают с нарушителями с суровостью сталинских троек…»
- газета «Новый Петербург»[3] называет «Грибных эльфов» «молодёжным экологическим движением» и пишет, что "на съезде молодёжного движения «Новый Город» «грибных» было 103 человека. Многие из них являются инспекторами комитета по лесу; некоторые — инспекторами комитета по экологии и сохранению природных ресурсов…"

Члены организации неоднократно выступали с заявлениями о необходимости создания дополнительных ООПТ, охрану которых будут осуществлять добровольцы, и за повсеместный запрет охоты. Представители организации участвовали в московской конференции «Гринписа» в 1999 году, подняв вопрос о неправомочности передачи лесов Карельского перешейка финским лесозаготовительным компаниям.
Однако в том же 1999 году общественная инспекция была расформирована, поводом к чему послужили депутатские запросы из Законодательного собрания Санкт-Петербурга. В этих запросах содержались требования отстранить «Грибных эльфов» от оперативной природоохраны, как лиц, подозреваемых в осуществлении радикальной деятельности.
Сами «Грибные эльфы» на страницах «Сказок тёмного леса» признают, что под видом природоохранной деятельности занимались незаконным предпринимательством:

Зима 1998 года стала для нашей организации переломным моментом. Совершенно неожиданно наши товарищи поняли, что скапливающиеся в наших руках сотни (вернее, тысячи) единиц незаконно добытой лесопродукции могут быть обращены в немалые деньги. <…> Как только это стало понятно, между товарищами разгорелось самое настоящее соревнование. Действуя группами и поодиночке, братья принялись самозабвенно «стричь бабло» на вверенной им территории, не считаясь при этом не то что с нормами морали и права, но даже друг с другом. Демон наживы проник в душу каждого, превратив Ёлочную Кампанию этого года в совершенно невообразимый, поразивший даже опытных товарищей «раздербан».— «Сказки тёмного леса», глава «Ёлочный Террор (часть 1). „Мы — Ёлкинские!“»

За основу своей работы они взяли рэкетирские методы, обложив торговцев елями в районе Московского вокзала значительной данью. «Елкинские» считали, что унести деньги проще, чем утащить ёлки, и что в этом присутствует гораздо больше смысла. Характер их действий столь полно описан в статье № 163 УК РФ (вымогательство), что к этому почти что нечего добавить.— Там же

## Радикальная общественная и политическая деятельность
Наибольшую известность «Грибные эльфы» получили в качестве радикального политизированного формирования. Средства массовой информации (газеты «Метро», «Смена», «Стрела», «Новый Петербург», «Аргументы и факты», телеканал «СТО», некоторые писатели (Стогов) и журналисты (Дмитриев, Лавринович, Щербаков), портал городской администрации, ряд других сайтов) неоднократно и совершенно по-разному освещали деятельность «Грибных эльфов»:
- социолог Игорь Шундалов в своем исследовании[6] сообщает, что «лидеры группировки дали интервью ряду газет о том, что они допускают в своей работе методы насилия, включая уничтожение техники, избиения, поджог и т. п.»;
- писатель Илья Стогов пишет[7] о «Грибных эльфах», как о «жестко структурированном отряде экстремистов»;
- на сайте Санкт-Петербургского городского центра профилактики безнадзорности и наркозависимости несовершеннолетних[8] размещена информация, согласно которой группа «Грибные эльфы» является ядром антисоциального и экстремистского крыла санкт-петербургского движения ролевиков, и что именно их деятельность привела к повышению агрессивности движения и включении его в разряд «социально опасных»;
- там же сообщается, будто бы «агрессивная пропаганда наркомании рассматривается группой „Грибные эльфы“ как один из стержней своей идеологии, в том числе использование наркотиков для экстремистских целей…»

## Завершение радикальной общественной и политической деятельности
В 2008 году на сайте организации был обнародован манифест, в которым объяснялось прекращение группой радикальной общественно-политической деятельности (произошедшее ориентировочно в 2003 году). С 2003 года «Грибные эльфы» действуют только как творческая группа, не проявляющая себя активно в общественном или политическом плане. Участники группы занимаются публикацией собственных книг, поэтических и музыкальных произведений.

## Сетевой ресурс «Библиотека Грибных эльфов»
«Грибные эльфы» являются создателями ресурса «Библиотека Грибных эльфов», где публикуют собственные книги, стихи, музыку.
«Сказки тёмного леса» — сетевое художественное произведение о ситуации в ролевом движении Санкт-Петербурга в период 1993—2000 годов, автобиографическое описание деятельности коллектива «Грибные эльфы». Вышло в свет в 2007 году.